# Tahal
Tahal ist eine spanische Gemeinde im Verwaltungsgebiet Alpujarra Almeriense der Provinz Almería in der Autonomen Gemeinschaft Andalusien. Die Einwohnerzahl bestand im Jahr 2024 aus 375 Einwohnern.

## Geografie
Die Gemeinde grenzt an Alcudia de Monteagud, Benizalón, Chercos, Laroya, Lucainena de las Torres, Macael, Senés, Tabernas und Uleila del Campo. Der Ort liegt an der östlichen Seite der Sierra de los Filabre.

## Geschichte
Der Ort geht auf die Zeit von Al-Andalus zurück. Der Name stammt aus dem Berberischen und bedeutet „Feuchte Schlucht“. Der Ort wurde nach der Vertreibung der Mauren im 16. Jahrhundert von Siedlern neu bevölkert. 1835 wurde er nach der Abschaffung der Feudalherrschaft eine unabhängige Gemeinde.

## Sehenswürdigkeiten
- Pfarrkirchturm
- Burg de los Enríquez